# Clumsy
Clumsy és el cinquè senzill del disc debut de la component femenina dels Black Eyed Peas, Fergie, anomenat The Dutchess i escrita per Fergie, Bobby Troup i will.i.am, que en va ser el productor.
Aquesta cançó és d'estil Pop/R&B/Rap, té una durada de 4′01″ i té un tempo moderat. Fou publicada als EUA el 18 de setembre a la ràdio, i el video s'ha llançat a inicis d'octubre, havent rebut més de 3 milions de visites a Youtube en poc més d'un mes. Serà publicat al Regne Unit el 12 d'octubre com a senzill Doble-A junt amb Fergalicious degut al gran èxit de Big Girls Don't Cry, que és el senzill que ha arribat més alt allà (al nº2) i va fer que l'àlbum entrés per 1r cop al Top 20 durant diverses setmanes i fent que la posició màxima fos nº18 durant 2 setmanes no consecutives, i a més que el disc sobrepassés les 100.000 unitats venudes i rebés la certificació d'or.
El vídeo de la cançó, dirigit per Marc Webb i Rich Lee a Los Angeles està realitzat a l'estil d'un llibre desplegable i en ell apareix la cantant caient-se en diferents circumstàncies.

## Llistat de cançons
CD Promocional
1. "Clumsy" (Edició de Ràdio)
2. "Clumsy" (Versió de l'Àlbum)

'Ringle' CD Senzill
1. "Clumsy" (Versió Àlbum)
2. "Clumsy" (Remix)
3. "Glamorous" (Space Cowboy Remix)
4. "Clumsy" (Ringtone)

CD Senzill
1. "Clumsy" (Edició de Ràdio)
2. "Clumsy" (Instrumental)
3. "Clumsy" (Revisited)
4. "Clumsy" (Video)

## Posició en Llistes
A Nova Zelanda, després del gran èxit de Big Girls Don't Cry, ″Clumsy″ va començar a escalar posicions, al rebre bastants descàrregues, i arribà al nº35 a l'iTunes local, mentre que debutà al nº31 a la llista oficial RIANZ Top 40 Chart de senzills. Clumsy ha arribat al nº4 degut a l'increment en desgàrregues, essent al nº2 a l'iTunes d'allà.
També debutà al nº82 al Pop 100 dels EUA, on ha arribat a la seva 3a setmana al nº23, mentre que al Hot 100 va debutar al nº91 i en la seva segona setmana ha pujat al nº45 degut al gran volum de descàrregues rebudes (Clumsy ja ha arribat al nº4 en descàrregues), mentre que ja ha arribat al nº5, sent la primera dona en 17 anys en tindre un àlbum amb 5 èxits al Top 5. Va debutar al nº79 al Canadà, i a la seva segona setmana ha pujat al nº43. La seva posició màxima ha sigut el nº4. Mundialment ha venut uns 3.053.000 senzills, mentre que als EUA la xifra s'eleva a 1.710.000
| Llistes (2007)              | Posició Màxima |
| --------------------------- | -------------- |
| Hot 100 Canadenc            | 4              |
| Nova Zelanda Singles Chart  | 4              |
| EUA Billboard Hot 100       | 5              |
| EUA Billboard Pop 100       | 2              |
| EUA iTunes Top 100          | 4 i 99         |
| Nova Zelanda iTunes Top 100 | 2              |
| Austràlia ARIA Top 50       | 3              |
| Austràlia iTunes Top 100    | 1              |
| Austràlia Pop 100           | 1              |